# 七番目の男
「七番目の男」（ななばんめのおとこ）は、村上春樹の短編小説。

## 概要
| 初出     | 『文藝春秋』1996年2月号                        |
| 収録書籍 | 『レキシントンの幽霊』（文藝春秋、1996年11月） |

村上は本作についてこう述べている。「僕は最初とにかく怖い話を書いてみたかったのだと思う。風の強い夜に、人々が集まっている。彼らは奇妙な話、不思議な話、恐い話を持ち寄っているらしい。七番目の男が立ち上がって、ゆっくりと自分の話を始める。不気味な予感の漂う話だ。（中略）でもいったん彼が語り始めると、最初僕が予定していた怪談的な『怖さ』は、どんどん違う方向にそれていって、べつのものにかたちを変えていった。」
国語教科書『高等学校 現代文』（第一学習社、2003年度版）に採用された。

### 英訳
| タイトル | The Seventh Man                                             |
| 翻訳     | ジェイ・ルービン                                            |
| 初出     | 『Granta』1998年3月号                                       |
| 収録書籍 | 『Blind Willow, Sleeping Woman』（クノップフ社、2006年7月） |

## あらすじ
彼がその夜に話をすることになっていた最後の人物だった。七番目の男は50代の半ばに見えた。背が高く、口ひげをはやしていた。誰も彼の名前を知らなかった。何をしている人かもわからなった。
彼の話は、波と波にさらわれた友人と犬にまつわる話だった。友人が波にさらわれたとき男は10歳だった。
その年の終わりに男は、目の前で友人が波にさらわれた海岸でこのまま暮らし続けることはできないと両親に訴えた。翌年の1月、男は両親から離れ父親の実家のある長野県の小諸に移り住んだ。高校まで地元の学校に通い、長野市の大学を経て、地元の精密機械の会社に就職した。結局彼は40年以上、S県の故郷に戻らず、海というものに一切近寄らなかった。
しかし昨年の春、男は意を決し、友人のさらわれた海岸を再訪する。